# 福井三郎 (岡山県の政治家)

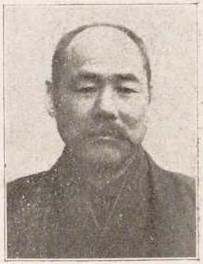
福井三郎

福井 三郎（ふくい さぶろう、1857年5月27日（安政4年5月5日）- 1935年（昭和10年）12月7日）は、明治から大正期の政治家。衆議院議員。

## 経歴
美作国真島郡、のちの北条県真島郡木山村（岡山県真島郡下方村、真庭郡下方村、木山村、落合町木山を経て現真庭市木山）で、福井真兵衛の二男として生れた。讃岐国の中村三蕉に師事し漢学を修めた。北条県伝習所で普通学を学び、同所が岡山県師範学校と改称し、1875年（明治8年）卒業した。
訓導、岡山県3等教授として小学校で教える。1876年（明治9年）上京して私立学舎で学ぶ。1881年（明治14年）甲府日日新聞（現山梨日日新聞）記者となり、峡中新報主幹に転じた。1886年（明治19年）盛岡の共同煉瓦会社東北本部長に就任した。
1892年（明治25年）農商務省御用掛に任官。1894年（明治27年）日清戦争に際して朝鮮に渡り、1896年（明治29年）同地で排日運動が起きると、鶏林奨業団を組織して団長に就任した。その後帰国して憲政本党の政務調査員となった。
1903年（明治36年）3月、第8回衆議院議員総選挙（岡山県郡部、憲政本党）で初当選。以後、第14回総選挙まで5回再選され、衆議院議員に通算6期在任した。立憲国民党勢力下の岡山県で政友会の党勢拡大に奮闘し、県北の鉄道敷設に積極的に取り組んだ。

## 国政選挙歴
- 第8回衆議院議員総選挙（岡山県郡部、1903年3月、憲政本党）当選[4]
- 第9回衆議院議員総選挙（岡山県郡部、1904年3月、憲政本党）当選[4]
- 第10回衆議院議員総選挙（岡山県郡部、1908年5月、憲政本党）当選[5]
- 第11回衆議院議員総選挙（岡山県郡部、1912年5月、立憲政友会）当選[5]
- 第12回衆議院議員総選挙（岡山県郡部、1915年3月、立憲政友会）落選[5]
- 第13回衆議院議員総選挙（岡山県郡部、1917年4月、立憲政友会）当選[6]
- 第14回衆議院議員総選挙（岡山県第7区、1920年5月、立憲政友会公認）当選[7]

## 親族
- 長男 半井清（内務官僚）[1]